# Gōryū Asada
Gōryū Asada (jap. 麻田剛立 Asada Gōryū; ur. 1734, zm. 1799) – japoński astronom żyjący w okresie Edo.

## Życiorys
Urodził się jako Yasuaki Ayabe (綾部妥彰) w dzisiejszej prefekturze Ōita, jako czwarte dziecko w należącej do warstwy posiadaczy ziemskich rodzinie lekarza Keisaia Ayabe (1676-1750). Nie odebrał nigdy żadnego formalnego wykształcenia, amatorsko studiując medycynę i astronomię. Korzystając z prac chińskich astronomów i przywiezionych przez jezuitów tekstów zachodnich opracował w 1763 roku własny kalendarz, przewidując zaćmienie Słońca z większą dokładnością niż podawał obowiązujący wówczas oficjalny kalendarz państwowy. 
W 1767 roku został nadwornym medykiem feudała Kizuki, gdy ten jednak zabronił mu zajmowania się astronomią, Asada przeniósł się do Osaki, gdzie utrzymując się z praktyki lekarskiej prowadził dalej własne badania i nauczał. Skonstruował wiele przyrządów astronomicznych, w tym teleskopy. Pracując wspólnie ze swoimi uczniami, z których najwybitniejszymi byli Yoshitoki Takanashi i Shigetomi Hazama, wprowadził do japońskiej astronomii osiągnięcia uczonych zachodnich, m.in. model planetarny Tychona Brahego i prawa Keplera, na podstawie których dokonano korekt oficjalnego kalendarza.
Jego nazwiskiem nazwano krater księżycowy Asada.